# Закон за спорните черкви и училища
„Законът за спорните черкви и училища“ е османски закон, предназначен да регулира споровете, възникващи в Македония и Одринска Тракия, породени от припокриващите се диоцези на Цариградската патриаршия и Българската екзархия. Приет е от Османския парламент през август 1909 година и е утвърден с ираде на султан Мехмед V на 15 юли 1910 година.
Според закона в селище с 1 църква и 1 училище те принадлежат на ония част от населението, от чието име са били построени сградите. Но, ако тази част е по-малка от 1/3 от населението, църквата и училището се предават на мнозинството, а на малцинството правителството ще даде пари за построяване на друга църква и училище (член 3). Ако в селище има повече от 1 църква и 1 училище, записани на името на някоя от спорещите страни, на тази страна ще оставя право да си избере сгради, а останалите здания взима другата страна от населението. Ако страната, на чието име са издадени ферманите за църквата и училището, има по-малко от 1/3 от цялото население, правото на избор се дава на другата страна. Парична помощ ще бъде дадена, и то само веднъж, само за ония имоти, спорът за които до обявяването на този закон не бил окончателно разрешен (член 6).
След обявяването и прилагането на закона се забраняват всякакви промени в националностите, и правата на собственост не могат да се изменяват. А ако станат частни или общи промени, то средствата за построяването на нови здания ще дадат причинителите на тези промени (член 7). Редуването на служенето в църквите престава от деня на прилагането на закона (член 8). Евентуалните разпри за църковноучилищни имоти и приходи ще бъдат разглеждани от обикновените съдилища.
Според академик Иван Снегаров:
| „ | привидната цел на тоя закон била да прекрати полувековния спор между Патриаршията и Екзархията за църквите и църковните имоти, а в същност да раздели църковно завинаги българите-патриаршисти и екзархисти и да възпре увеличението на екзархийското паство. | “ |

Цариградската патриаршия обаче също не остава доволна от закона и продължава да твърди, че спорните църкви са нейни, защото са построени по нейно искане и за православните, съответно схизматиците нямат право върху тях. Гръцките депутати в османския парламент и сенат се опитват да провалят законопроекта и да прокарат постановление споровете за църкви и училища да се разрешават от шериатските съдилища, тъй като според шериата отстъпниците от една религия не могат да се ползват от правата, които им дава предишната религия. След неуспеха си Патриаршията протестира пред Високата порта за намеса на държавата в религиозни спорове, а патриарх Йоаким III Константинополски дори заплащва с оставка и затваряне на всички църкви. През юли 1910 г. той кани архиереите на епархиите си да направят избори за представители за Народен събор, който да се произнесе по системното накърнение на патриаршеските привилегии, мухаджирите, куцовлашкия въпрос и Закона за спорните църкви. Окръжното е с остър тон и младотурският официоз „Танин“ го нарича „бунтовнически памфлет против конституцията“. През септември 1910 г. Народният събор е свикан в Цариград, макар и без съгласието на Високата порта и въпреки арестуването на 10—12 епархийски представители.